# زمین‌لرزه کیچو-فوشیمی ۱۵۹۶
زمین‌لرزه کیچو-فوشیمی ۱۵۹۶ (به ژاپنی: 慶長伏見地震 Keicho–Fushimi Jishin)، در ۵ سپتامبر ۱۵۹۶ ژاپن را لرزاند. زمین لرزه با قدرت ۷٫۵ ± 0.25 MJMA(مقیاس‌های بزرگی لرزه‌ای) لرزش شدیدی ایجاد کرد (ارزیابی شده در شیندو ۶ (مقیاس شدت لرزه‌ای مرکز هواشناسی ژاپن) در سراسر منطقه کانسای ویرانی در کیوتو ثبت شد و بیش از ۱۲۰۰ نفر کشته شدند.